# Boutferda
Boutferda  (in arabo بوتفردة‎?) è un centro abitato e comune rurale del Marocco situato nella provincia di Béni Mellal, regione di Béni Mellal-Khénifra. Conta una popolazione di 7 391 abitanti (censimento 2014).